# Filipinski jezik
Filipinski jezik (ISO 639-3: fil), austronezijski jezik koji se temelji na tagaloškom, jeziku većinskog naroda Tagali. Jedan je od dva tagaloška jezika (drugi je tagalog). Njime se danas služi oko 25 000 000 ljudi (2007) na Filipinima, gdje je nacionalni i službeni jezik.
Uči se u osnovnim i srednjim školama i piše latiničnim pismom. Na njemu materinskim jeziku tagalog (na kojem se temelji) danas se služi oko 23 853 200 ljudi, od čega 21 500 000 u Filipinima (2000 popis), a ostali u Kanadi, Guamu, Saudijskoj Arabiji, Ujedinjenim Arapskim Emiratima, Ujedinjenom Kraljevstvu i SAD-u.

## Vanjske poveznice
- Ethnologue (15th)